# Mathon
Mathon (Reto-Romaans: Maton; Italiaans (verouderd): Matone) is een plaats en voormalige gemeente in het Zwitserse kanton Graubünden, en maakt deel uit van het district Hinterrhein.
Mathon GR telt 57 inwoners.

## Geschiedenis
Op 1 januari 2021 fuseerde Mathonmet de gemeente met Casti-Wergenstein, Donat en Lohn tot een gemeente die de naam Muntogna da Schons kreeg.